# Bianca Kappler
Bianca Kappler (ur. 8 sierpnia 1977 w Hamburgu) – niemiecka lekkoatletka, specjalizująca się w skoku w dal.
W 2005 podczas halowych mistrzostw Europy w Madrycie w ostatniej próbie finałowego konkursu skoku w dal Kappler skoczyła 6,96 m. Wynik ten dawałby jej złoty medal. Niemka przyznała sędziom, że nie mogła tyle skoczyć, gdyż jej poprzedni rekord życiowy był o 30 cm gorszy. Analiza wideo potwierdziła słowa zawodniczki a jej skok został unieważniony. Zaliczono jej wynik 6,53 cm a do brązowego medalu zabrakło jej 6 cm. Ostatecznie przyznano Kappler brąz za jej postawę fair play.

## Osiągnięcia
| Rok  | Impreza                   | Miejsce    | Lokata     | Wynik              |
| ---- | ------------------------- | ---------- | ---------- | ------------------ |
| 2004 | Igrzyska olimpijskie      | Ateny      | 8. miejsce | 6,66 m             |
| 2005 | Halowe mistrzostwa Europy | Madryt     | 3. miejsce | 6,53 m (fair play) |
| 2007 | Halowe mistrzostwa Europy | Birmingham | 4. miejsce | 6,63 m             |
| 2007 | Mistrzostwa świata        | Osaka      | 5. miejsce | 6,81 m             |

## Rekordy życiowe
| Konkurencja       | Data                        | Miejsce         | Czas          | Wiatr               |
| ----------------- | --------------------------- | --------------- | ------------- | ------------------- |
| skok w dal        | 7 lipca 2007 7 czerwca 2008 | Bad Langensalza | 6,90 m 6,97 m | + 1,9 m/s + 2,3 m/s |
| skok w dal (hala) | 27 lutego 2004              | Chemnitz        | 6,63 m        |                     |
| skok w dal (hala) | 3 marca 2007                | Birmingham      | 6,63 m        |                     |